# Mesochorus albicinctus
Mesochorus albicinctus là một loài tò vò trong họ Ichneumonidae.